# Castelo de Heidwiller

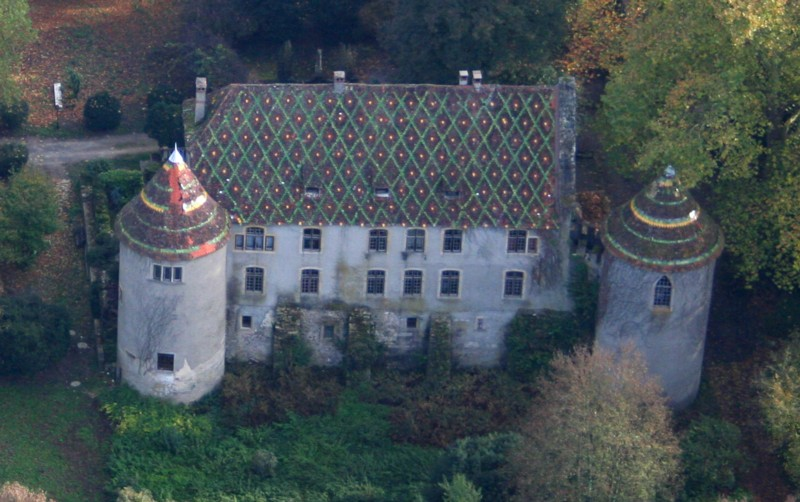
Chateau à Heidwiller.

Château de Heidwiller é um castelo situado na comuna de Heidwiller, no departamento de Haut-Rhin, Alsácia, França. É classificado como um monumento histórico desde 1996.